# Kupferberg
Kupferberg é uma cidade da Alemanha, localizada no distrito de Kulmbach, no estado de Baviera.